# Ciclina D
La ciclina D es un miembro de la familia de las ciclinas, unas proteínas reguladoras del ciclo celular. En humanos se han descrito tres tipos de ciclina D estrechamente relacionadas, ciclina D1, ciclina D2 y ciclina D3. Estas ciclinas se expresan en la mayoría de las células proliferativas y regulan la progresión del ciclo celular. La mosca Drosophila y muchos otros organismos presentan un único tipo de ciclina D.

## Función
Los miembros de la familia de las ciclinas actúan como subunidades reguladoras de los complejos ciclina/quinasa dependiente de ciclina (Cdk). La ciclina D modula la actividad de las serina/treonina quinasas Cdk4 y Cdk6. Esta ciclina es la principal reguladora de la fase G1 en organismos superiores (presentando una funcionalidad homóloga a Cln3 en la gemación de levaduras). La actividad de la ciclina D es crucial para el progreso y el paso a la fase S y es uno de los componentes centrales de los puntos de restricción del ciclo celular en mamíferos. Sin embargo, no es requerida en ciertos tipos celulares de rápida división, tales como los encontrados en embrión de Xenopus, donde predominan otras ciclinas.
La principal diana de la ciclina D es la proteína del retinoblastoma (pRB). El complejo ciclina D/Cdk4-6 es capaz de fosforilar directamente a pRB, lo cual detiene su efecto inhibitorio sobre el factor de transcripción E2F, que está implicado en la expresión de un gran número de genes reguladores del ciclo celular y del progreso hacia la fase S. El complejo ciclina D1/Cdk4-6 también tiene otras dianas asociadas a la regulación del ciclo celular. Además, la ciclina D es conocida por modular la estructura de la cromatina a nivel local y la transcripción de genes implicados en la proliferación y diferenciación celular a través de una asociación independiente de Cdks con enzimas histona acetilasas y deacetilasas (CBP, P/CAF). La amplificación y sobre-expresión de la ciclina D1 es importante en el desarrollo de diversos tipos de cáncer incluyendo adenoma paratiroideo, cáncer de mama, cáncer de próstata, cáncer de colon, linfomas y melanomas.

## Regulación
La ciclina D es activada en respuesta a la señal mitogénica proveniente de la vía MAPK. Los factores de transcripción AP-1 y Myc aumentan la transcripción de ciclina D. Esta ciclina también es activada en respuesta a la señalización mediada por integrinas dependiente de la quinasa de adhesión focal (FAK) y/o de la actividad de las GTPasas de la familia Rho.
La enzima GSK3B lleva a cabo una fosforilación inhibitoria en el residuo de treonina 286 de la ciclina D, que da lugar a su degradación. La GSK3B es inhibida por la ruta PI3K, que es activada en respuesta a señales mitogénicas. Esto provee otro mecanismo por el cual los factores de crecimiento pueden activar a la ciclina D.
El complejo ciclina D/Cdk4-6 también requiere la actividad de cofactores tales como las proteínas Cip/Kip p27 y p21 para adquirir un estado funcional. La proteína INK4b p15 bloquea la capacidad de la ciclina D para formar complejos con Cdk4-6, inhibiendo así su función.

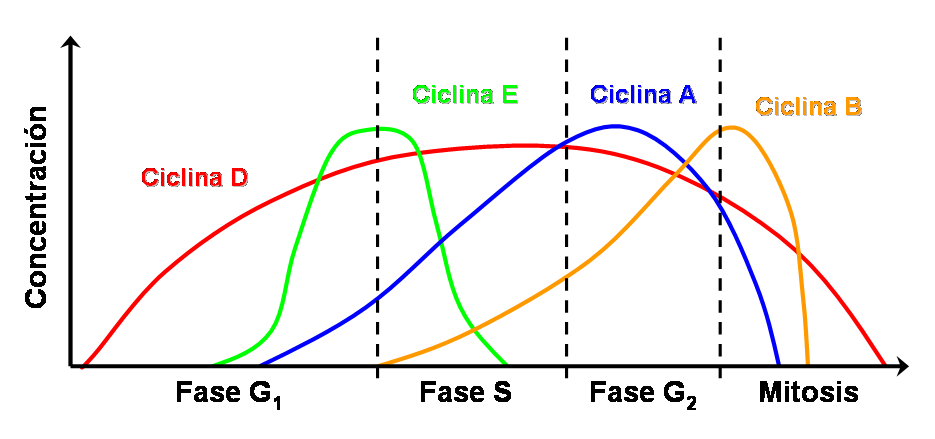
Expresión de las ciclinas a lo largo del ciclo celular.